# Parastasia burmeisteri
Parastasia burmeisteri är en skalbaggsart som beskrevs av Ohaus 1898. Parastasia burmeisteri ingår i släktet Parastasia och familjen Rutelidae. Inga underarter finns listade i Catalogue of Life.